# Amanda Fraser
Pour les articles homonymes, voir Fraser.
Amanda Fraser (née le 10 novembre 1981 à Emerald, dans le Queensland ) est une athlète et nageuse handisport australienne. Elle est atteinte de paralysie cérébrale et concourt dans la catégorie F37 pour les handicapés physiques. Participant aux Jeux paralympiques d'été de 2000, 2004 et 2008, elle remporte deux médailles d'argent et deux de bronze. Aux championnats de 2006, elle établit un nouveau record du monde en lancer de disque et est nommée Athlète féminine de l'année Telstra 2006 par Athletics Australia. Fraser travaille maintenant comme entraîneuse personnel. Elle pense qu'il est important que les femmes se sentent autonome et elle souhaite les aider à développer leur force mentale et physique. 

## Carrière

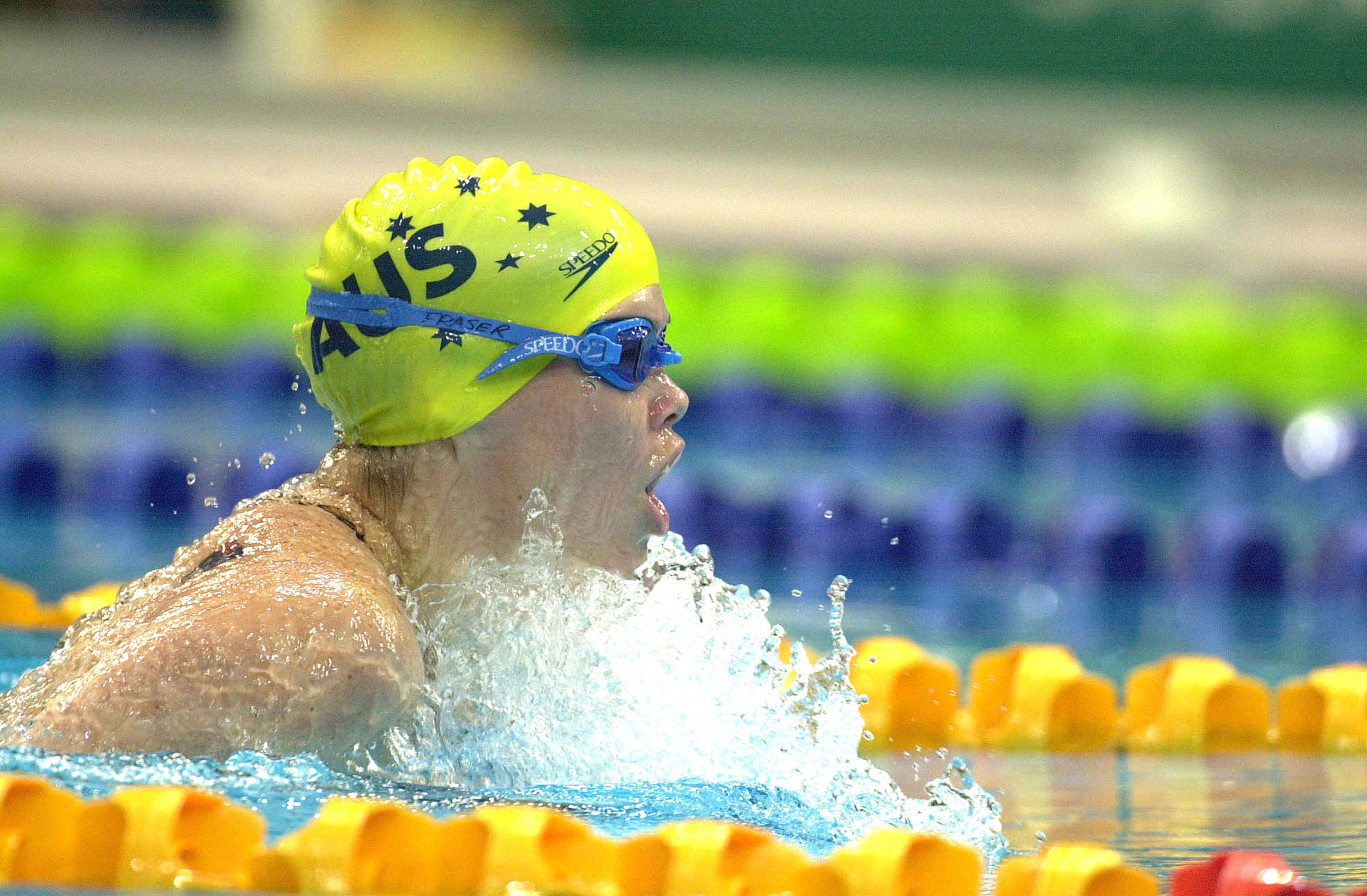
Fraser aux Jeux paralympiques d'été de 2000.

Fraser est née avec une hémiplégie spastique, une forme de paralysie cérébrale touchant un seul côté du corps. À l'âge de 12 ans, elle participe aux championnats d'athlétisme des écoles du Queensland et y remporte trois médailles d'or. Elle se tourne ensuite vers la natation et est sélectionnée pour participer aux Jeux paralympiques d'été de 2000 à Sydney, où elle remporte la médaille de bronze du 4 × 100 m nage libre et le 50 m nage libre S7. 
En 2001, elle retourne à l'athlétisme et se qualifie pour les Jeux paralympiques d'été de 2004 grâce à un lancer à 27,95 m aux championnats nationaux. Aux Jeux paralympiques, elle participe aux épreuves du 100 m, du lancer du poids et de disque, remportant une médaille d’argent en disque F37, première médaille australienne d’athlétisme,. 
Elle participe aussi aux Championnats du monde d'athlétisme handisport en 2006, où elle bat le record du monde en lancer de disque F37 avec un lancer de 29,93 m, remportant l'or. À la suite de ce succès, elle est nommée la Telstra Athlète handisport féminine de l'année 2006 par Athletics Australia. 
Aux Jeux paralympiques de 2008 à Pékin, Fraser reçoit initialement la médaille de bronze en disque F37-38. Cependant, elle est reclassée et récupère la médaille d'argent lorsque l'athlète britannique Rebecca Chin est disqualifiée de la catégorie. ABC News annonce que Fraser a refusé de serrer la main de Chin après l'événement mais The Australian réfute l'accusation et établi que c'est la britannique Beverly Jones qui a refusé. Elle est boursière de l'Australian Institute of Sport de 2002 à 2008. 